# Пырнево
Пырнево — деревня  в  Смоленской области России,  в Гагаринском районе. Население — 43 жителя (2007). Расположена в северо-восточной части области в 10 км к северу от Гагарина на левом берегу реки Гжать. Входит в состав Пречистенского сельского поселения.

## Известные люди
Василий Афанасьевич Соколов (1909—1977) — Герой Советского Союза, гвардии подполковник, командир 303-го гвардейского стрелкового полка 99-й гвардейской стрелковой дивизии 7-й армии Карельского фронта.